# City of Bayside
City of Bayside – obszar samorządu lokalnego (ang. local government area), położony w południowej części aglomeracji Melbourne. Bayside zostało założone w 1994 roku z połączenia: City of Brighton, City of Sandringham i z części City of Mordialloc oraz City of Moorabbin. Według danych z 2006 obszar ten zamieszkuje 87 936 osób.     

## Dzielnice
- Beaumaris
- Black Rock
- Brighton
- Brighton East
- Cheltenham
- Hampton
- Hampton East
- Highett
- Pennydale
- Sandringham